# Emmett Skilton
Emmett Skilton, (Wellington, 23 de setembro de 1987),  é um ator neozelandês , protagonista da série The Almighty Johnsons, como Axl.

## Ligações Externas
- «Sítio oficial»
- «Johnson & Laird - Our Actors: Emmett Skilton» (em inglês)
- Emmett Skilton. no IMDb.
- Emmett Skilton no X
- Emmett Skilton no Instagram